# Travis Kelce
(en) Statistiques sur pro-football-reference
Travis Kelce, né le 5 octobre 1989 à Westlake en Ohio, est un sportif professionnel américain de football américain évoluant au poste de tight end dans la  National Football League (NFL) depuis la saison 2013.
Sélectionné en 63e choix lors du 3e tour de la draft 2013 de la NFL par la franchise des Chiefs de Kansas City, il y remporte trois Super Bowls au terme des saisons 2019, 2022 et 2023 et est considéré comme un des meilleurs tight end de l'histoire de la NFL. Il est en effet sélectionné à 9 reprises pour le Pro Bowl (2015-2023), à 3 reprises dans la deuxième équipe All-Pro (2017, 2019, 2021), à 4 reprises dans la première équipe All-Pro (2016, 2018, 2020, 2022) et dans l'équipe NFL de la décennie 2010.
Au niveau universitaire, il a joué pour les Bearcats de l'université de Cincinnati pendant quatre saisons (2009-2012) dans la NCAA Division I FBS.
Il est le frère de Jason Kelce, ayant également joué de la NFL au poste de centre pendant 13 saisons (2011-2023) et vainqueur du Super Bowl LII.

## Biographie

### Carrière universitaire
Kelce étudie à l'université de Cincinnati où il joue pour les Bearcats dans la NCAA Division I FBS de 2009 à 2012.
Après avoir joué la saison 2009 avec un rôle réduit, contrôlé positif à la marijuana, il est suspendu pour la totalité de la saison 2010 pour violation des règles de l'équipe. De retour dans l'équipe en 2011, il se distingue en 2012 lors de sa dernière saison universitaire, où il totalise 722 yards et 8 touchdowns en 45 réceptions, ce qui lui vaut une sélection dans la première équipe de la Big East Conference.

### Carrière professionnelle

#### Draft
Kelce est sélectionné en 63e choix global lors du troisième tour de la draft 2013 de la NFL par la franchise des Chiefs de Kansas City . Il est le cinquième tight end à y être sélectionné.

#### 2013
Kelce ne joue pratiquement pas lors de la saison 2013 puisqu'il ne participe qu'à un seul snap en équipes spéciales lors du match de la deuxième semaine. Il ne joue plus par la suite après avoir subi une opération à un genou. 

#### 2014
La saison suivante, lors du match de la troisième semaine contre les Dolphins de Miami, il inscrit son premier touchdown dans la NFL à la suite d'une réception d'une passe du quarterback Alex Smith. Régulièrement ciblé par son quarterback durant la saison, il réussit son premier match avec un gain de plus de 100 yards en 14e semaine contre les Cardinals de l'Arizona. Il joue les seize matchs du calendrier régulier et termine la saison en tant que meilleur receveur des Chiefs gagnant 862 yards en 67 réceptions et en inscrivant 6 touchdowns.

#### 2015
Sa saison 2015 est couronnée par une sélection au Pro Bowl 2016. Il affiche un total en saison régulière de 875 yards et 5 touchdowns en réceptions.

#### 2016
Le 29 janvier 2016, Kelce signe avec les Chiefs, une prolongation de contrat de cinq ans pour un montant de 46 millions de dollars. Avec 1 125 yards gagnés en réceptions sur la saison, il dépasse pour la première fois de sa carrière la barre des mille yards et se classe meilleur receveur des tight ends de la saison. À l'issue de la saison, il est sélectionné pour le Pro Bowl 2017 et dans la première équipe All-Pro.

#### 2017
Kelce dépasse une nouvelle fois les 1 000 yards gagnés en réceptions sur la saison en 2017 (1 038} yards tout en  inscrivant 8 touchdowns. Sélectionné dans la deuxième équipe All-Pro, il est également sélectionné pour participer à son troisième Pro Bowl.

#### 2018
C'est en 2018, qu'arrive le du nouveau quarterback des Chiefs, Patrick Mahomes. Lors du dernier match de la saison régulière, Kelce bat le record de la ligue du plus grand nombre de yards gagnés en réceptions sur une saison par un tight end, avec 1 336 yards gagnés en 103 réceptions tout en inscrivant 10 touchdowns. Son record est toutefois battu la même journée par George Kittle des 49ers de San Francisco. En plus d'une nouvelle sélection au Pro Bowl, il est sélectionné dans la première équipe All-Pro.

#### 2019
En 2019, Kelce devient le premier tight end de l'histoire de la NFL à réussir quatre saisons consécutives avec un gain d'au moins 1 000 yards en réceptions. Lors du match du tour de division de la série éliminatoire joué contre les Texans de Houston, les Chiefs, menés 24 à 0 en début de rencontre, inscrivent 28 points consécutifs lors du deuxième quart temps et remportent le match sur le score de 51 à 31. Kelce a pris part à cette remontée au score, inscrivant trois touchdowns lors du le deuxième quart temps. Il aide par la suite les Chiefs à remporter le Super Bowl LIV disputé contre les 49ers de San Francisco.

#### 2020
Le 14 août 2020, Kelce signe une prolongation de contrat de quatre saisons pour un montant de 57 millions de dollars. Il établit le nouveau record du plus grand nombre de yards gagnés en réceptions par un tight end sur une saison, gagnant 1 416 yards en 105 réceptions et en inscrivant 11 touchdowns,. Les Chiefs accèdent au Super Bowl LV qu'ils perdent 9 à 31 face aux Buccaneers de Tampa Bay.

#### 2021-2023
Le 11 février 2024, Kelce remporte le Super Bowl LVIII en battant 25 à 22 les 49ers de San Francisco.

#### 2024
Le 29 avril 2024, Kelce signe une extension de contrat de deux ans pour un montant de 34,25 millions de dollars et devient le tight end le mieux payé de la NFL,.

### Vie personnelle
D'avril 2016 à janvier 2017, Travis Kelce a été en couple avec Maya Benberry, puis il a été en couple avec Kayla Nicole Jones de 2017 à 2022, connaissant de nombreuses ruptures et réconciliations au fil des années. En septembre 2023, la presse dévoile qu'il est en couple avec la chanteuse Taylor Swift. En novembre 2023, Travis officialise leur couple, puis le mois suivant, la chanteuse révèle qu'ils se fréquentent depuis fin juillet 2023.

## Statistiques

### Universitaires
| Année       | Équipe                 | Statut      | MJ |          | Passes réceptionnées | Passes réceptionnées | Passes réceptionnées | Passes réceptionnées |          | Courses  | Courses  | Courses | Courses |
| Année       | Équipe                 | Statut      | MJ | Nb.      | Yards                | Moy.                 | TD                   | Nb.                  | Yards    | Moy.     | TD       |         |         |
| 2009        | Bearcats de Cincinnati | Fr.         | 11 | 01       | 03                   | 03,0                 | 0                    | 8                    | 47       | 5,9      | 2        |         |         |
| 2010        | Bearcats de Cincinnati | So.         | -  | Suspendu | Suspendu             | Suspendu             | Suspendu             | Suspendu             | Suspendu | Suspendu | Suspendu |         |         |
| 2011        | Bearcats de Cincinnati | Jr.         | 11 | 13       | 150                  | 11,5                 | 02                   | -                    | -        | -        | -        |         |         |
| 2012        | Bearcats de Cincinnati | Sr.         | 13 | 45       | 722                  | 16,0                 | 08                   | -                    | -        | -        | -        |         |         |
| Totaux NCAA | Totaux NCAA            | Totaux NCAA | 35 | 59       | 875                  | 14,8                 | 10                   | 8                    | 47       | 5,9      | 2        |         |         |

### Professionnelles
| Légende | Légende                                 |
| ------- | --------------------------------------- |
|         | Mène la Ligue (parmi les tight ends)    |
|         | Record de la NFL (parmi les tight ends) |
|         | Record de la NFL (tous les joueurs)     |
|         | Gagnant du Super Bowl                   |
| Gras    | Record de carrière                      |

| Année              | Équipe                | MJ  |                | Passes réceptionnées | Passes réceptionnées | Passes réceptionnées | Passes réceptionnées |                | Courses        | Courses        | Courses | Courses |  | Fumbles | Fumbles |
| Année              | Équipe                | MJ  | Nb.            | Yards                | Moy.                 | TD                   | Nb.                  | Yards          | Moy.           | TD             | Nb.     | Perdus  |  |         |         |
| 2013               | Chiefs de Kansas City | 01  | -              | -                    | -                    | -                    | -                    | -              | -              | -              | -       | -       |  |         |         |
| 2014               | Chiefs de Kansas City | 16  | 067            | 0 862                | 12,9                 | 05                   | -                    | -              | -              | -              | 4       | 3       |  |         |         |
| 2015               | Chiefs de Kansas City | 16  | 072            | 0 875                | 12,2                 | 05                   | -                    | -              | -              | -              | 2       | 2       |  |         |         |
| 2016               | Chiefs de Kansas City | 16  | 085            | 1 125                | 13,2                 | 04                   | 1                    | -5             | -5,0           | 0              | 0       | 0       |  |         |         |
| 2017               | Chiefs de Kansas City | 15  | 083            | 1 038                | 12,5                 | 08                   | 2                    | 7              | 3,5            | 0              | 0       | 0       |  |         |         |
| 2018               | Chiefs de Kansas City | 16  | 103            | 1 336                | 13,0                 | 10                   | -                    | -              | -              | -              | 2       | 1       |  |         |         |
| 2019               | Chiefs de Kansas City | 16  | 097            | 1 229                | 12,7                 | 05                   | 1                    | 4              | 4,0            | 1              | 1       | 1       |  |         |         |
| 2020               | Chiefs de Kansas City | 15  | 105            | 1 416                | 13,5                 | 11                   | -                    | -              | -              | -              | 1       | 1       |  |         |         |
| 2021               | Chiefs de Kansas City | 16  | 092            | 1 125                | 12,2                 | 09                   | 2                    | 3              | 1,5            | 1              | 1       | 1       |  |         |         |
| 2022               | Chiefs de Kansas City | 17  | 110            | 1 338                | 12,2                 | 12                   | 2                    | 5              | 2,5            | 0              | 1       | 1       |  |         |         |
| 2023               | Chiefs de Kansas City | 15  | 093            | 0 984                | 10,6                 | 05                   | 0                    | 0              | 0,0            | 0              | 1       | 1       |  |         |         |
| 2024               | Chiefs de Kansas City | ?   | Saison à venir | Saison à venir       | Saison à venir       | Saison à venir       | Saison à venir       | Saison à venir | Saison à venir | Saison à venir | ?       | ?       |  |         |         |
| Totaux en carrière | Totaux en carrière    | 159 | 907            | 11 328               | 12,5                 | 74                   | 8                    | 14             | 1,8            | 2              | 13      | 11      |  |         |         |

| Année              | Équipe                | MJ |              | Passes réceptionnées | Passes réceptionnées | Passes réceptionnées | Passes réceptionnées |              | Courses      | Courses      | Courses | Courses |  | Fumbles | Fumbles |
| Année              | Équipe                | MJ | Nb.          | Yards                | Moy.                 | TD                   | Nb.                  | Yards        | Moy.         | TD           | Nb.     | Perdus  |  |         |         |
| 2013               | Chiefs de Kansas City | -  | N'a pas joué | N'a pas joué         | N'a pas joué         | N'a pas joué         | N'a pas joué         | N'a pas joué | N'a pas joué | N'a pas joué | -       | -       |  |         |         |
| 2015               | Chiefs de Kansas City | 2  | 14           | 151                  | 10,8                 | 0                    | -                    | -            | -            | -            | 0       | 0       |  |         |         |
| 2016               | Chiefs de Kansas City | 1  | 05           | 077                  | 15,4                 | 0                    | -                    | -            | -            | -            | 0       | 0       |  |         |         |
| 2017               | Chiefs de Kansas City | 1  | 04           | 066                  | 16,5                 | 1                    | -                    | -            | -            | -            | 0       | 0       |  |         |         |
| 2018               | Chiefs de Kansas City | 2  | 10           | 131                  | 13,1                 | 1                    | -                    | -            | -            | -            | 0       | 0       |  |         |         |
| 2019               | Chiefs de Kansas City | 3  | 19           | 207                  | 10,9                 | 4                    | -                    | -            | -            | -            | 0       | 0       |  |         |         |
| 2020               | Chiefs de Kansas City | 3  | 31           | 360                  | 11,6                 | 3                    | -                    | -            | -            | -            | 0       | 0       |  |         |         |
| 2021               | Chiefs de Kansas City | 3  | 23           | 299                  | 13,0                 | 3                    | -                    | -            | -            | -            | 0       | 0       |  |         |         |
| 2022               | Chiefs de Kansas City | 3  | 27           | 257                  | 09,5                 | 4                    | -                    | -            | -            | -            | 1       | 0       |  |         |         |
| 2023               | Chiefs de Kansas City | 4  | 32           | 355                  | 11,1                 | 3                    | -                    | -            | -            | -            | 0       | 0       |  |         |         |
| Totaux en carrière | Totaux en carrière    | 22 | 165          | 1 903                | 11,5                 | 19                   | -                    | -            | -            | -            | 1       | 0       |  |         |         |